# 森今日子
森 今日子（、1934年3月4日 - ）は、日本の女優。大連市（現中華人民共和国遼寧省）出身（後に東京都へ引き揚げ）。東京都立三田高等学校卒業。

## 人物
東宝第5期ニューフェイスとしてデビュー。同期には平田昭彦や青山京子がいた。
1950年代には本名の森 啓子名義で活動していたが、1959年より森 今日子へ改名した。
東宝の俳優専属システム崩壊後も、1970年代前半まで活動していた。

## 出演作品

### 映画
- 飛び出した日曜日（1953年）
- 御ひいき六花撰 素ッ飛び男（1954年） - お七
- 七人の侍（1954年） - 百姓の娘
- うれし恥かし看板娘（1954年） - 八重
- 女性に関する十二章（1954年） - 伊達たか子
- 透明人間（1954年） - 助手席の女[1][4]
- 浮雲（1955年） - 女中
- 男ありて（1955年） - みち子の友達
- 制服の乙女たち（1955年） - 白井晴美
- 青い果実（1955年） - 初恵
- 歌え!青春はりきり娘（1955年） - 女子大生・板橋
- 若い樹（1956年） - 長谷川華子
- 幸福はあの星の下に（1956年） - 「驢馬」のマユミ
- 見事な娘（1956年） - 毛利鈴子
- のり平の三等亭主 愉快な家族（1956年） - 達子
- のり平の浮気大学 愉快な家族（1956年） - 達子
- 若人の凱歌（1956年） - 会田芳子
- 哀愁の街に霧が降る（1956年） - 林美佐緒
- おしどりの間（1956年） - れい子
- 続御用聞き物語（1957年） - 奥さん
- 早く帰ってコ（1957年） - 里見テル
- 「動物園物語」より 象（1957年） - 久子
- 智恵子抄（1957年） - 小山京子
- わが胸に虹は消えず（1957年） - しのぶ
- その夜のひめごと（1957年） - おしな
- 青い山脈 - 駒子
  - 青い山脈 新子の巻（1957年）
  - 続青い山脈 雪子の巻（1957年）
- 狙われた娘（1957年） - 女社員
- 愛情の都（1958年） - カオル
- 東京の休日（1958年） - ファッションショーのモデル
- 結婚のすべて（1958年） - 不良少女・大鳥弓子
- 女ごころ（1959年） - 美容院前の女
- 大学のお姐ちゃん（1959年） - 中田
- 狐と狸（1959年） - 女中・八重
- 城ケ島の雨（1959年） - 酒上啓子
- 上役・下役・ご同役（1959年） - 森谷文枝
- 女が階段を上る時（1960年）
- 青い野獣（1960年） - 奈美
- 社長シリーズ
  - 社長道中記（1961年） - 旅館の女中
  - 続・社長外遊記（1963年） - エレベーター・ガール
- サラリーマン弥次喜多道中（1961年） - 洋子
- 続サラリーマン弥次喜多道中（1961年） - 洋子
- 新入社員十番勝負（1961年） - バーのマダム
- 世界大戦争（1961年） - 船会社の女事務員[5][注釈 1]
- サラリーマン 権三と助十（1962年） - 初子
  - サラリーマン権三と助十 恋愛交叉点（1962年） - 初子
- 愛のうず潮（1962年） - 夫人
- 月給泥棒（1962年） - みどり
- 太陽は呼んでいる（1963年） - 女
- 江分利満氏の優雅な生活（1963年） - トシコ
- 恐怖の時間（1964年） - 看護婦
- 君も出世ができる（1964年） - 東和観光社員
- ただいま診察中（1964年） - 富子
- 自動車泥棒（1964年） - 角川（日本人尼僧30歳）
- 団地・七つの大罪（1964年） - 佐藤幸子
- 暗黒街全滅作戦（1965年） - 清美
- 続西の王将・東の大将（1965年） - ホステス
- フランケンシュタイン対地底怪獣（1965年） - 患者[3]
- けものみち（1965年） - 小滝事務所女事務員
- 血と砂（1965年） - 慰安婦
- フランケンシュタインの怪獣 サンダ対ガイラ（1966年） - 病院の看護婦[5][1][2][3]
- 若大将シリーズ
  - レッツゴー!若大将（1967年） - 美人
  - フレッシュマン若大将（1969年） - 横沢ふさ子
- 殺人狂時代（1967年） - コールガール
- 伊豆の踊子（1967年） - 温泉宿の女中
- 怪獣総進撃（1968年） - キラアク星人E[5][1][3]、看護婦[2]
- 華麗なる闘い（1969年） - 久世寿子
- 西のペテン師・東のサギ師（1971年） - 糸子

### テレビドラマ
- 瞼の母（1959年）
- 夫婦百景
  - 第142話「主権争奪夫婦」（1961年）
  - 第195話「虎の子余話」（1962年）
  - 第284話「夫の城」（1963年）
  - 第341話「浅き夢見し」（1964年）
- 空港（1963年）
- 出番です…奥さま（1966年）
- ウルトラシリーズ
  - ウルトラQ 第28話「あけてくれ!」（1967年） - 松代（友野家家政婦[2]）
  - ウルトラセブン 第2話「緑の恐怖」（1967年） - シズ（石黒家家政婦[2]）
- 火曜日の女シリーズ「人喰い」（1970年、NTV）
- 土曜日の女シリーズ「天使が消えていく」（1973年、NTV）
- 人形佐七捕物帳 第7話「離魂病」（1971年） - おかみ
- 刑事くん 第28話「崖の上の少女」（1972年）
- 荒野の素浪人 第11話「決闘 傷だらけの必殺剣」（1972年）
- 木曽街道いそぎ旅（1973年）
  - 第3話「下仁田宿に消えた男」
  - 第15話「孤独の中の二つの顔」
- 大江戸捜査網 第3シリーズ 第41話「無宿者仁義」（1974年） - 船宿の女主人
- おんな浮世絵・紅之介参る! 第1話「八百八町コマが舞う」（1974年）